# Supercross 3D
Supercross 3D is een videospel voor het platform Atari Jaguar. Het spel werd uitgebracht in 1995. 

## Ontvangst
| Beoordeeld door                      | Datum            | Score |
| ------------------------------------ | ---------------- | ----- |
| Video Games & Computer Entertainment | april 1996       | 50%   |
| IMPLANTgames                         | 9 maart 2010     | 40%   |
| GamePro (USA)                        | april 1996       | 40%   |
| Just Games Retro                     | 16 april 2012    | 30%   |
| neXGam                               | 2006             | 21%   |
| Game Zero                            | februari 1996    | 15%   |
| The Atari Times                      | 11 februari 2002 | 15%   |
| GamesCollection                      | 30 oktober 2008  | 15%   |
| The Video Game Critic                | 21 oktober 2001  | 0%    |